# Passo do Gigante
O passo do Gigante (em francês:  Col du Géant, em italiano:  Colle del Gigante) é um colo a 3365 m de altitude e o principal ponto de passagem no maciço do Monte Branco entre Chamonix-Mont-Blanc no departamento de Alta Saboia, região de Auvérnia-Ródano-Alpes, França, e Courmayeur no Vale de Aosta, na Itália.
O colo fica entre os cumes da Torre Redonda e do Dente do Gigante, e próximo do refúgio Torino, que também é acessível pela Telecabine Panorâmica do Monte Branco.
Do lado francês, a norte, encontra-se o glaciar do Gigante que dá para o mar de Gelo.

## Fronteira
Como em todos os cumes, colos ou glaciares, não há coincidência de informações entra a linha de fronteira França-Itália, e assim nos mapas italianos a fronteira passa a meio do colo, enquanto nas franceses ela passa uma centena de metros a sul, e segundo estes o colo é inteiramente francês.